# Tour de France 2000

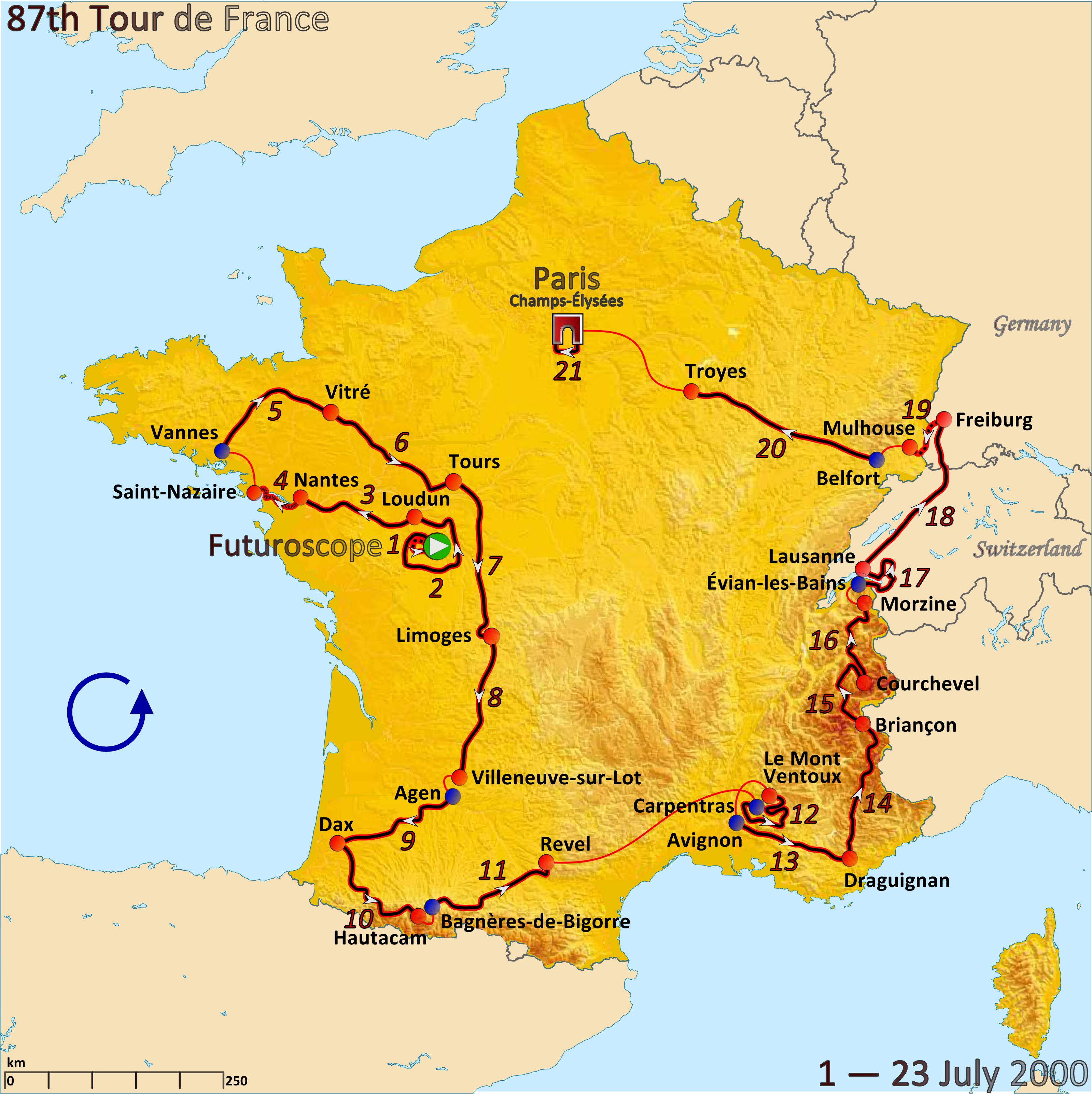
Överblick på etapperna under 2000 års Tour de France.

Tour de France 2000 cyklades 1–23 juli år 2000 och vanns av Lance Armstrong, USA. Vinsten blev hans andra av totalt sju stycken. Tysken Jan Ullrich och spanjoren Joseba Beloki sluta tvåa respektive trea i tävlingen.
2012 diskvalificerades Lance Armstrong från tävlingen på grund av dopning. Ingen ny vinnare utses för denna tävling.
| Etapp | Sträckning                      | Längd (km) | Etappsegrare               | Ledartröjan      | Poängtröjan  | Bergspriströjan | Ungdomströjan      |  |
| ----- | ------------------------------- | ---------- | -------------------------- | ---------------- | ------------ | --------------- | ------------------ |  |
| 1     | Futuroscope - Futuroscope       | 16,5       | David Millar               | David Millar     | David Millar | Marcel Wüst     | David Millar       |  |
| 2     | Futuroscope - Loudun            | 194        | Tom Steels                 | David Millar     | Tom Steels   | Marcel Wüst     | David Millar       |  |
| 3     | Loudun - Nantes                 | 161,5      | Tom Steels                 | David Millar     | Tom Steels   | Marcel Wüst     | David Millar       |  |
| 4     | Nantes - Saint-Nazaire          | 70         | ONCE-Deutsche Bank         | Laurent Jalabert | Tom Steels   | Marcel Wüst     | David Canada       |  |
| 5     | Vannes - Vitré                  | 202        | Marcel Wüst                | Laurent Jalabert | Tom Steels   | Paolo Bettini   | David Canada       |  |
| 6     | Vitré - Tours                   | 198,5      | Léon van Bon               | Alberto Elli     | Tom Steels   | Paolo Bettini   | Salvatore Commesso |  |
| 7     | Tours - Limoges                 | 205,5      | Christophe Agnulotto       | Alberto Elli     | Marcel Wüst  | Paolo Bettini   | Salvatore Commesso |  |
| 8     | Limoges - Villeneuve sur Lot    | 203,5      | Erik Dekker                | Alberto Elli     | Marcel Wüst  | Erik Dekker     | Salvatore Commesso |  |
| 9     | Agen - Dax                      | 181        | Paolo Bettini              | Alberto Elli     | Erik Zabel   | Erik Dekker     | Salvatore Commesso |  |
| 10    | Dax - Lourdes                   | 205        | Javier Ochoa               | Lance Armstrong  | Erik Zabel   | Javier Ochoa    | Francisco Mancebo  |  |
| 11    | Bagnères-de-Bigorre - Revel     | 218,5      | Erik Dekker                | Lance Armstrong  | Erik Zabel   | Javier Ochoa    | Francisco Mancebo  |  |
| 12    | Carpentras - Mont Ventoux       | 149        | Marco Pantani              | Lance Armstrong  | Erik Zabel   | Javier Ochoa    | Francisco Mancebo  |  |
| 13    | Avignon - Draguignan            | 185,5      | José Vicente Garcia Acosta | Lance Armstrong  | Erik Zabel   | Javier Ochoa    | Francisco Mancebo  |  |
| 14    | Draguignan - Briançon           | 249        | Santiago Botero            | Lance Armstrong  | Erik Zabel   | Santiago Botero | Francisco Mancebo  |  |
| 15    | Briançon - Courchevel           | 173,5      | Marco Pantani              | Lance Armstrong  | Erik Zabel   | Santiago Botero | Francisco Mancebo  |  |
| 16    | Courchevel - Morzine            | 196        | Richard Virenque           | Lance Armstrong  | Erik Zabel   | Santiago Botero | Francisco Mancebo  |  |
| 17    | Évian-les-Bains - Lausanne      | 155        | Erik Dekker                | Lance Armstrong  | Erik Zabel   | Santiago Botero | Francisco Mancebo  |  |
| 18    | Lausanne - Freiburg im Breisgau | 252        | Salvatore Commesso         | Lance Armstrong  | Erik Zabel   | Santiago Botero | Francisco Mancebo  |  |
| 19    | Freiburg im Breisgau - Mulhouse | 59         | Lance Armstrong            | Lance Armstrong  | Erik Zabel   | Santiago Botero | Francisco Mancebo  |  |
| 20    | Belfort - Troyes                | 248        | Erik Zabel                 | Lance Armstrong  | Erik Zabel   | Santiago Botero | Francisco Mancebo  |  |
| 21    | Paris - Paris                   | 138        | Stefano Zanini             | Lance Armstrong  | Erik Zabel   | Santiago Botero | Francisco Mancebo  |  |

## Slutställning
| Plats | Person            | Land      | Lag              | Tid      |
| dsk   | Lance Armstrong   | USA       | U.S. Postal      | 92.33.08 |
| 2     | Jan Ullrich       | Tyskland  | Deutsche Telekom | 6.02     |
| 3     | Joseba Beloki     | Spanien   | Festina          | 10.02    |
| 4     | Christophe Moreau | Frankrike | Festina          | 10.34    |
| 5     | Roberto Heras     | Spanien   | Kelme            | 11.50    |
| 6     | Richard Virenque  | Frankrike | Polti            | 13.26    |
| 7     | Santiago Botero   | Colombia  | Kelme            | 14.18    |
| 8     | Fernando Escartín | Spanien   | Kelme            | 17.21    |
| 9     | Francisco Mancebo | Spanien   | Banesto          | 18.09    |
| 10    | Daniele Nardello  | Italien   | Mapei            | 18.25    |